# Copa Africana de Clubes Campeones 1977
La Copa Africana de Clubes Campeones de 1977 fue la 13.ª edición del torneo anual de fútbol a nivel de clubes organizado por la CAF.
Participaron 29 jugando bajo el sistema de knock-out con partidos de ida y vuelta.
El Hafia FC de Guinea ganó la final, convirtiéndose en campeón por tercera ocasión.

## Primera Ronda
| Equipo 1                | Agr.           | Equipo 2            | Ida | Vuelta |
| ----------------------- | -------------- | ------------------- | --- | ------ |
| ASC Diaraf              | 5-0            | ASC Garde Nationale | 3-0 | 2-0    |
| Horseed                 | 1-4            | Al-Ahly             | 1-1 | 0-3    |
| Olympic Niamey          | 4-6            | Al-Medina           | 2-4 | 2-2    |
| Gor Mahia               | 3-3 (5-3 pen.) | Yamaha Wanderers    | 1-2 | 2-1    |
| Vantour Club Mangoungou | 4-8            | Diables Noirs       | 2-4 | 2-4    |
| Kampala City            | 4-0            | Mechal Army         | 1-0 | 3-0    |
| Mufulira Wanderers      | 3-3            | Maseru United       | 1-1 | 2-2    |
| Union Douala            | 3-0            | Silures             | 2-0 | 1-0    |
| Mazembe                 | 1-4            | Lomé I              | 1-1 | 0-3    |
| UDIB                    | 0-6            | Djoliba             | 0-1 | 0-5    |
| Saint Joseph Warriors   | 2-5            | Hearts of Oak       | 1-3 | 1-2    |
| Simba                   | w/o            | Mbabane Highlanders | 1   |        |
| Gagnoa                  | w/o            | Tempête Mocaf       | 1   |        |

1 El Mbabane Highlanders y el AS Tempête Mocaf abandonaron el torneo.

## Segunda Ronda
| Equipo 1          | Agr.           | Equipo 2           | Ida | Vuelta |
| ----------------- | -------------- | ------------------ | --- | ------ |
| ASC Diaraf        | 2-3            | Hearts of Oak      | 1-1 | 1-2    |
| Al-Ahly           | 7-3            | Al-Medina          | 7-2 | 0-1    |
| Gor Mahia         | 4-5            | Mufulira Wanderers | 2-1 | 2-4    |
| Diables Noirs     | 1-2            | Hafia              | 0-1 | 1-1    |
| KCC               | 3-4            | MC Algiers         | 1-1 | 2-3    |
| Union Douala      | 2-2 (3-4 pen.) | Lomé I             | 1-1 | 1-1    |
| Water Corporation | 1-0            | Simba              | 0-0 | 1-0    |
| Gagnoa            | 2-4            | Djoliba            | 1-3 | 1-1    |

## Cuartos de final
| Equipo 1          | Agr. | Equipo 2           | Ida | Vuelta |
| ----------------- | ---- | ------------------ | --- | ------ |
| Al-Ahly           | 1-3  | Hearts of Oak      | 1-0 | 0-3    |
| MC Algiers        | 2-3  | Mufulira Wanderers | 2-1 | 0-2    |
| Water Corporation | 4-5  | Hafia              | 4-2 | 0-3    |
| Djoliba           | 2-11 | Lomé I             | 2-0 | 0-1    |

1 Lomé I clasificó luego de que el Djoliba AC fuera suspendido por la CAF por fallar en el pago de deudas.

## Semifinales
| Equipo 1           | Agr.     | Equipo 2      | Ida | Vuelta |
| ------------------ | -------- | ------------- | --- | ------ |
| Mufulira Wanderers | 5-5 (v.) | Hearts of Oak | 5-2 | 0-3    |
| Lomé I             | 2-3      | Hafia         | 2-1 | 0-2    |

## Final
| Equipo 1      | Agr. | Equipo 2 | Ida | Vuelta |
| ------------- | ---- | -------- | --- | ------ |
| Hearts of Oak | 2-4  | Hafia    | 0-1 | 2-3    |

## Campeón
| Guinea            |
| Hafia 3.er título |